# صراخ (صوت)
الصُّراخ هو صوت عالٍ/قوي يصدر عن طريق مرور الهواء عبر الأحبال الصوتية بقوة أكبر من تلك المستخدمة في الصوت العادي أو الصوت عن قرب. ويمكن لأي مخلوق يمتلك رئتين، بما في ذلك البشر، أن يصدره.
الصراخ غالبًا ما يكون فعلًا غريزيًا أو انعكاسيًا، له جانب عاطفي قوي، مثل الخوف، والألم، والانزعاج، والدهشة، والفرح، والإثارة، والغضب، وما إلى ذلك.